# Campionat d'Europa de persecució per equips femení
El Campionat d'Europa de persecució per equips femenins és el campionat d'Europa de Persecució per equips, en categoria femenina, organitzat anualment per la UEC. Es porten disputant des del 2010 dins els Campionats d'Europa de ciclisme en pista.

## Pòdiums de les Guanyadores
| Proves | Or | Plata | Bronze                                                                                   |
| 2010   | Regne Unit · Wendy Houvenaghel · Katie Colclough · Laura Trott ·                                       | Lituània · Vaida Pikauskaite · Vilija Sereikaitė · Aušrine Trebaitė                                                                        | Alemanya · Lisa Brennauer · Verena Jooß · Madeleine Sandig                               |
| 2011   | Regne Unit · Joanna Rowsell · Danielle King · Laura Trott ·                                            | Alemanya · Lisa Brennauer · Charlotte Becker · Madeleine Sandig                                                                            | Belarús · Alena Dylko · Aksana Papko · Tatsiana Sharakova                                |
| 2012   | Lituània · Vaida Pikauskaite · Vilija Sereikaitė · Aušrine Trebaitė                                    | Polònia · Eugenia Bujak · Edyta Jasińska · Katarzyna Pawłowska                                                                             | Belarús · Alena Dylko · Aksana Papko · Tatsiana Sharakova                                |
| 2013   | Regne Unit · Elinor Barker · Danielle King · Laura Trott · Katie Archibald · Joanna Rowsell (q)        | Polònia · Eugenia Bujak · Edyta Jasińska · Katarzyna Pawłowska · Małgorzata Wojtyra                                                        | Rússia · Aleksandra Chekina · Ievguénia Romaniuta · Gulnaz Badykova · Maria Mishina      |
| 2014   | Regne Unit · Ciara Horne · Katie Archibald · Elinor Barker · Laura Trott                               | Rússia · Aleksandra Goncharova · Ievguénia Romaniuta · Tamara Balabolina · Irina Molicheva                                                 | Itàlia · Simona Frapporti · Beatrice Bartelloni · Tatiana Guderzo · Silvia Valsecchi     |
| 2015   | Regne Unit · Joanna Rowsell · Katie Archibald · Elinor Barker · Laura Trott · Ciara Horne (q)          | Rússia · Gulnaz Badykova · Aleksandra Chekina · Tamara Balabolina · Maria Savitskaya · Ievguénia Romaniuta (q) · Aleksandra Goncharova (q) | Belarús · Katsiaryna Piatrouskaya · Polina Pivavarava · Ina Savenka · Marina Shmayankova |
| 2016   | Itàlia · Elisa Balsamo · Tatiana Guderzo · Simona Frapporti · Silvia Valsecchi · Francesca Pattaro (q) | Polònia · Justyna Kaczkowska · Katarzyna Pawłowska · Daria Pikulik · Nikol Plosaj · Lucja Pietrzak (q)                                     | Regne Unit · Emily Kay · Dannielle Khan · Manon Lloyd · Emily Nelson                     |
| 2017   | Itàlia · Elisa Balsamo · Tatiana Guderzo · Letizia Paternoster · Silvia Valsecchi                      | Regne Unit · Katie Archibald · Elinor Barker · Manon Lloyd · Emily Kay · Eleanor Dickinson (q)                                             | Polònia · Justyna Kaczkowska · Katarzyna Pawłowska · Daria Pikulik · Nikol Płosaj        |